# Щербатский, Александр Ипполитович
Александр Ипполитович Щербатский (1870—1952) — российский дипломат.

## Биография
Родился 2 (14) июля 1870 года в семье Ипполита Фёдоровича Щербатского.
Как и старший брат, Фёдор, учился в Царскосельской гимназии, из которой в 1884 году был переведён в филологическую гимназию при историко-филологическом институте, после окончания которой в 1888 году поступил на восточный факультет Санкт-Петербургского университета. За сочинение «Калила и Димна» получил золотую медаль. После окончания курса учился в Драгоманском училище при Азиатском департаменте.
Служил помощником секретаря (1898) и 2-м секретарём (1902) посольства в Турции; затем 1-м секретарём посольства в Японии (1910), советником посольства в Вашингтоне (1914—1915). С 1916 года состоял российским посланником в Бразилии и по совместительству в Уругвае, Парагвае и Чили. Дослужился до чина статского советника.
Остался на этом посту и после Февральской революции, но вернулся «в Европу ввиду прекращения поступления казённого жалования». Был назначен на пост посланника деникинского правительства в Константинополе. Отстранён от должности ген. П. Н. Врангелем «за пренебрежение русскими интересами». В эмиграции сначала жил в Германии; исполнял обязанности помощника представителя Лиги Наций в Берлине. С 1927 года — во Франции, работал в банке «Yokohama Specie Bank».
Член ложи «Юпитер» № 536 (ВЛФ) (1927—1936), был дародателем, казначеем (1928), знаменосцем (1928—1929).
Скончался в американском госпитале в Нейи (под Парижем), похоронен на кладбище Сент-Женевьев-де-Буа.

## Семья
Был женат на дочери генерал-майора Владимира Александровича Толмачёва, Марии Владимировне (1886—1950).
Сын Сергей Александрович (1908—2002) — инженер-электрик, геофизик, изобретатель нейтронного каротажа.